# Undecimber
Undecimber（英語読み: アンディシンバー、古典ラテン語読み: ウンデキンベル）は、「13番目の月」を意味する語である。日本語での定訳はないが、語源に照らせば「13月」ということになる。
グレゴリオ暦を初めとする通常の太陽暦（あるいは太陰暦）には1年に12の月しかないが、太陰太陽暦には、年によっては閏月のために13の月がある場合がある（日本などでは、通常の月と月の間に「余計な月」が入るという扱いである。ユダヤ暦では12月の後に月が入る）。その他にも提案された暦法などいくつかにあるのだが（13の月の暦）、コンピュータでそのような暦を扱う場合には、第13の月を取り扱う必要があり、プログラミング言語Javaのライブラリなどで使われている。

## 語源
Undecimber という言葉は、ラテン語で11を意味する undecim に由来している。この数のずれは、12月の英語名 December がラテン語で10を意味する decem に由来するのと同様である（詳細は「12月」冒頭部を参照）。

## Java
java.util.Calendar抽象クラス内の整数定数として、JANUARY～DECEMBERと同様にUNDECIMBERが定義されている。
javaでは、1月～12月を0～11で表し、1ずれている（この混乱を避けるため、月を指定するには数値ではなくJANUARY～DECEMBERの数値定数が好ましいとされる）。このため、UNDECIMBERの値も12である。

## Undecember
Undecember という語が、13月を表すユーモラスな語とされる。
ユリウス暦が紀元前44年に導入されたとき、年始を67日遅らせるため、12月の後に2ヶ月の閏月が挿入された。この2つの月を当時は intercalaris prior（前の閏月）・intercalaris posterior（後の閏月）と呼んだが、これを現在、Undecember・Duodecember と呼ぶことがある（たとえば世界暦協会やアシモフ）。